# Alfred Ekström
Alfred Ekström, född 4 november 1873 i Viksta församling, Uppsala län, död 29 juni 1947 i Botkyrka församling, Stockholms län, var en svensk elektroingenjör och affärsman. 

## Biografi
Ekström blev student 1892, filosofie doktor i Uppsala 1897 och läste sista årskursen av den elektrotekniska utbildningen vid Polytechnikum i Zürich, där han från 1898 var assistent i elektroteknik. 1899 tjänstgjorde han som assistent i fysik vid universitetet i Kiel. Samma år anställdes han vid A.B. Telefonfabriken i Stockholm, blev dess disponent 1900 samt tjänstgjorde 1901–1906 hos Aktiebolaget L. M. Ericsson & Co. 1906 grundade Ekström och var 1906–1921 verkställande direktör för Hemsjö Kraft AB, vilket han utvecklade till ett i sydöstra Sverige dominerande företag som bidrog till lantbrukets elektrifiering i den delen av landet. Från 1906 var Ekström även verkställande direktör i Djupafors fabriks AB och AB A. H. Ekström. Han publicerade i facktidskrifter ett stort antal avhandlingar och föredrag i elektrotekniska ämnen. Han invaldes 1919 som ledamot av Ingenjörsvetenskapsakademien.

### Familj
Han var gift med Signe Melin och fick sonen Alvar Ekström.